# Аяцков, Дмитрий Фёдорович
Дми́трий Фёдорович Ая́цков (род. 9 ноября 1950, село Калинино, Балтайский район, Саратовская область, РСФСР, СССР) — российский государственный и политический деятель. Глава администрации с 15 апреля по 1 сентября 1996 (исполняющий обязанности с 21 февраля по 15 апреля 1996) и Губернатор Саратовской области с 1 сентября 1996 по 5 апреля 2005. Член Совета Федерации Федерального собрания Российской Федерации с 11 января 1994 по 19 декабря 2000.
Президент Саратовского государственного технического университета имени Ю. А. Гагарина (2017—2022).

## Биография
Родился 9 ноября 1950 года в селе Калинино (ныне — Столыпино) Балтайского района Саратовской области.
Начал трудовую деятельность в колхозе механизатором. В 1969—1971 годах проходил службу в рядах Вооружённых сил СССР (полковник запаса).
Получил два высших образования: сельскохозяйственное и экономическое.
После окончания Саратовского сельскохозяйственного института работал главным агрономом в хозяйствах Татищевского и Балтайского районов Саратовской области.
С 1992 по 1996 год работал на посту заместителя мэра, первого заместителя главы администрации города Саратова.
В 1994—1996 годах — избранный депутат Совета Федерации Федерального собрания Российской Федерации от Саратовской области, с 1996 по 2000 год — член Совета Федерации Федерального Собрания Российской Федерации (по должности), член Комитета по безопасности и обороне. Член Комитета по международным делам Совета Федерации с 5 июня по 26 декабря 1996, член Комитета по науке, культуре, образованию, здравоохранению и экологии Совета Федерации с 26 декабря 1996 по 19 декабря 2000 года.
15 апреля 1996 года назначен указом президента Российской Федерации главой администрации Саратовской области. 1 сентября 1996 был избран губернатором Саратовской области.
17 мая 1998 года на встрече с президентом США Биллом Клинтоном, проходившей в Бирмингеме, президент России Борис Ельцин отрекомендовал сопровождавшего его Аяцкова американскому руководителю как своего преемника на высшем государственном посту России. Однако уже на следующий день, 18 мая, Сергей Ястржембский, бывший в то время пресс-секретарём Ельцина, фактически нивелировал это заявление президента, сказав, что слова Ельцина об Аяцкове-преемнике следует расценивать «с точки зрения здорового юмора» и «президент сказал об этом полушутя».
В 1999 году на съездах VI и VII входил в президиум партии «Наш дом — Россия».
С 25 сентября 1999 по 28 мая 2004 года — член Совета по местному самоуправлению в Российской Федерации.
С 18 октября 1999 по 8 августа 2001 года — член Комиссии при президенте Российской Федерации по взаимодействию федеральных органов государственной власти и органов государственной власти субъектов Российской Федерации при проведении конституционно-правовой реформы в субъектах Российской Федерации.
26 марта 2000 года избран губернатором Саратовской области на второй срок.
С 29 мая 2001 по 22 мая 2006 года — представитель делегации Российской Федерации в Палате регионов Конгресса местных и региональных властей Европы.
В 2003 году Дмитрий Аяцков стал одним из последних в списке популярности региональных руководителей современной России, составленного по результатам опроса Фонда «Общественное мнение» (ФОМ). Недовольство его деятельностью на посту губернатора высказали 65 % населения области, исходя из данных репрезентативного опроса 1000 человек.
В 2005 году, после отмены выборов глав регионов, президент Владимир Путин не стал предлагать кандидатуру Дмитрия Аяцкова для переназначения губернатором области. Вместо этого в марте 2005 года Аяцков был назначен послом России в Белоруссии. Однако 19 июля 2005 года, на пресс-конференции в Саратове, которую он дал уже после получения агремана, то есть официального согласия на приезд в Минск в качестве посла, Аяцков предложил белорусскому президенту Александру Лукашенко «перестать дуть щёки». Эти слова вызвали скандал, и назначение не состоялось.
Осенью 2005 года прошла информация о том, что Дмитрий Аяцков займёт пост помощника полпреда президента России в Приволжском федеральном округе. В начале 2006 года Аяцков открыл в Саратове общественную приёмную и занялся написанием мемуаров.
Осенью 2006 года назначен помощником руководителя Администрации президента России.
С 21 марта 2007 по 12 июля 2012 года — член консультативной комиссии Государственного совета Российской Федерации.
С 28 июля 2011 по 30 ноября 2013 года — директор Поволжской академии государственной службы имени П. А. Столыпина — филиала Российской академии народного хозяйства и государственной службы при президенте Российской Федерации.
Является членом «Изборского клуба», созданного в 2012 году.
В 2013 году стал президентом Приволжской книжной палаты и инициатором проведения в Саратове международной книжной ярмарки «Волжская волна».
24 марта 2014 года назначен советником аппарата советников и помощников губернатора Саратовской области Валерия Радаева по аграрным вопросам.
В 2017 году избран президентом Саратовского государственного технического университета имени Ю. А. Гагарина.

## Семья
- Дед — Аяцков Кузьма Максимович, бабушка — Аяцкова Анна Кузьминична. В семье было семеро детей: Константин (род. 1905), Николай (род. 1907), Василий (род. 1912), Михаил (род. 1915), Алексей (род. 1919), Фёдор (род. 1922), Антонина (род. 1926).
- Отец — Аяцков Фёдор Кузьмич (1922 — 10 июля 1983), участник Великой Отечественной войны, награжден орденом Отечественной войны II степени (6.4.1985)[24].
- Мать — Аяцкова (Титаева) Анна Петровна.

В семье Фёдора и Анны Аяцковых было пятеро детей: Дмитрий, Владимир Николаевич Титаев (заслуженный экономист РФ, сын Анны Петровны от первого брака), и три брата и сестры.

## Классный чин
- Действительный государственный советник Российской Федерации 3-го класса (13 декабря 2007)[25]
- Действительный государственный советник Российской Федерации 2-го класса (4 января 2009)[26]

## Награды
Государственные
- Орден Почёта (26 декабря 1996) — за заслуги перед государством и многолетний добросовестный труд[27]
- Благодарность Президента Российской Федерации (15 августа 1997) — за большой вклад в социально-экономическое развитие области[28]
- Орден «За заслуги перед Отечеством» III степени (7 ноября 1997) — за заслуги перед государством, большой вклад в укрепление экономики и развитие агропромышленного комплекса[29]
- Благодарность Президента Российской Федерации (21 ноября 1999) — за большой вклад в строительство спортивных сооружений и успешное проведение чемпионатов по водно-лыжному спорту в городе Балаково Саратовской области[30]
- Орден «За заслуги перед Отечеством» II степени (6 ноября 2000) — за большой вклад в укрепление российской государственности и социально-экономическое развитие области[31]
- Почётная грамота Президента Российской Федерации (4 ноября 2010) — за большой вклад в обеспечение деятельности Государственного совета Российской Федерации и многолетнюю плодотворную работу[32]
- Почётная грамота Правительства Российской Федерации (27 октября 2000) — за большой личный вклад в социально-экономическое развитие Саратовской области и многолетний добросовестный  труд[33]

Иностранные
- Орден «За заслуги» III степени (9 ноября 2000, Украина) — за весомый личный вклад в развитие сотрудничества Саратовской области с регионами Украины[34]

Ведомственные
- Нагрудный знак «200 лет Министерству иностранных дел Российской Федерации» — за успешно проводимую деятельность по линии МИД на территории региона[35]
- Медаль «За укрепление уголовно-исполнительной системы» II степени (20 сентября 2002) — за большой личный вклад в развитие уголовно-исполнительной системы Российской Федерации[36]
- Благодарность Министра культуры Российской Федерации (25 декабря 2003) — за большой личный вклад в развитие культуры Саратовской области, заботу о сохранении и преумножении культурного наследия и в связи с успешным завершением реконструкции Саратовского государственного академического театра драмы им. И.А.Слонова[37].

Религиозные
- Орден Святого благоверного князя Даниила Московского II степени — за вклад в строительство и восстановление храмов в Саратовской области
- Орден Преподобного Сергия Радонежского II степени[38]

Общественные
- Почётный член Российской академии художеств[39]
- Золотая медаль Ассамблеи народов России «Дружба народов — единство России»